# SCC-совместимость
SCC-совместимость (SCC compliant) — термин, применяющийся к системам управления версиями, для указания того, что данная программа использует специфичный интерфейс, разработанный корпорацией Microsoft для Visual SourceSafe.
SCC расшифровывается как Source Code Control